# Konstantin I., kralj Grčke
Konstantin I. (grč. Κωνσταντῖνος Αʹ, Konstantínos Αʹ) (Atena, 2. kolovoza 1868. – Palermo, Italija, 11. siječnja 1923.), grčki kralj od 1913. do 1917. i od 1920. do 1922. godine. Bio je najstariji sin kralja Đure I. iz danske dinastije Schleswig-Holstein-Sonderburg-Glücksburg, ogranka dinastije Oldenburg.
Visokoškolsko obrazovanje završio je u Njemačkoj. Pretrpio je poraz tijekom grčko-turskog rata za Kretu 1897. godine i nije uspio ujediniti Kretu s Grčkom 1909. godine, no uspio je vratiti povjerenje naroda za vrijeme balkanskih ratova 1912. – 1913. nakon čega je naslijedio svoga oca na grčkom prijestolju.
Kao zet njemačkog cara Vilima II. trudio se zadržati neutralnost Grčke po izbijanju Prvog svjetskog rata (1914. – 1918.), premda je grčka vlada podupirala sile Antante. Godine 1917. bio je prisiljen abdicirati s prijestolja u korist mlađeg sina Aleksandra, zbog svojih pronjemačkih stavova i sukoba s grčkom vladom predvođenom premijerom Eleuthériosom Venizélosom, ali nije se odrekao svojih kraljevskih prava.
Poslije smrti kralja Aleksandra i pada premijera Venizélosa s vlasti 1920. godine, plebiscitom je vraćen na kraljevsko prijestolje. Nastavi je antitursku politiku premijera Venizélosa koja je dovela do katastrofalnog poraza u Maloj Aziji 1922. godine zbog čega je po drugi put bio prisiljen odstupiti s prijestolja, ovaj put u korist svog najstarijeg sina Đure II.